# Iuka (Illinois)
Iuka – wieś w Stanach Zjednoczonych, w stanie Illinois, w hrabstwie Marion.